# Michel Pétrovitch
Michel Pétrovitch (Mihailo Petrović Alas) est un mathématicien, philosophe, inventeur et pêcheur serbe, né le 6 mai 1868 à Belgrade et mort le 8 juin 1943 dans cette même ville.

## Biographie

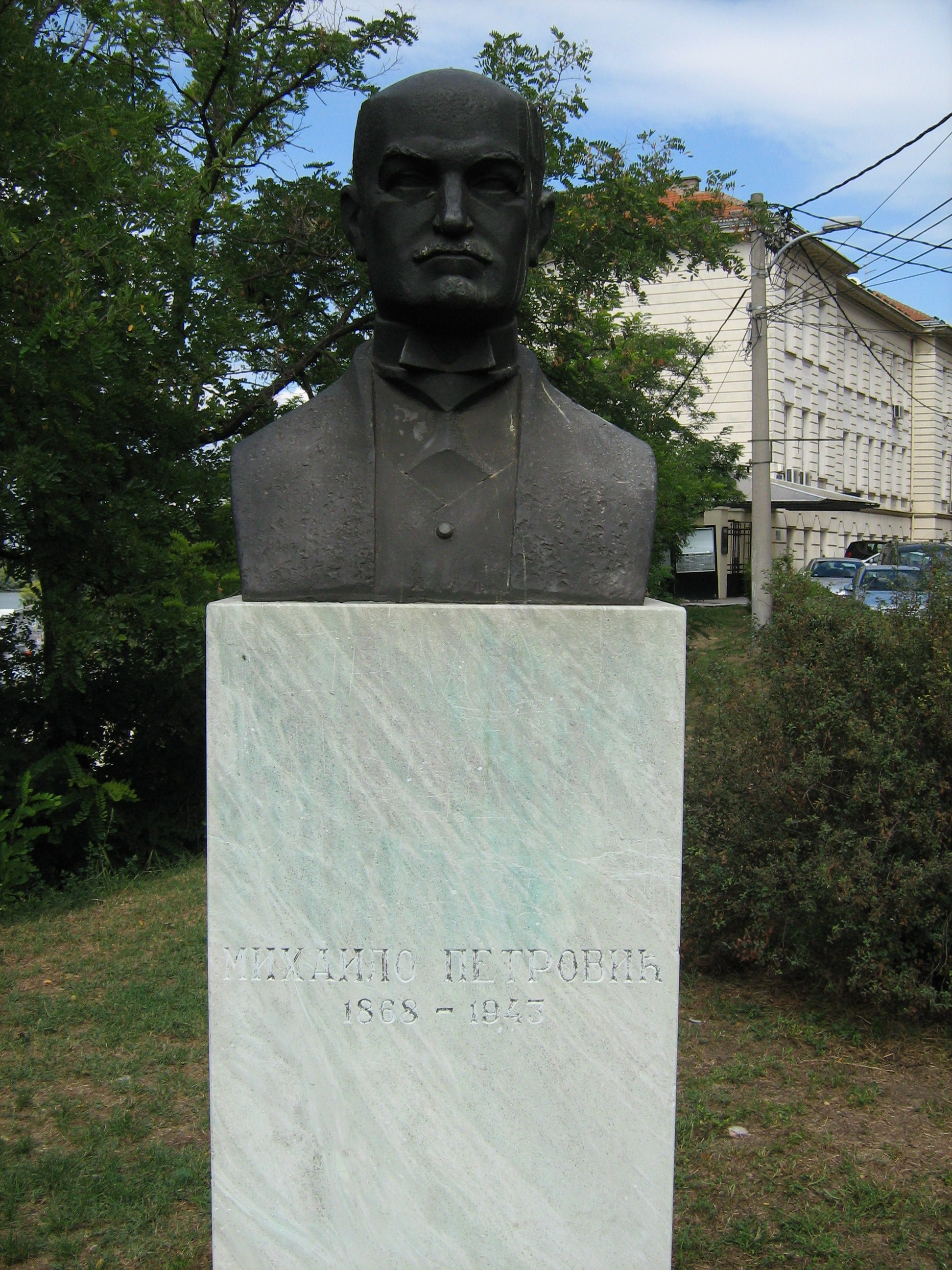
Buste de Michel Pétrovitch.

Michel Pétrovitch est le fils aîné de Nikodim Petrovic, professeur de théologie, et de Milika Lazarevic, elle-même fille de l'archidiacre Novica Lazarevic. Ayant perdu son père vers l'âge de cinq ans, il a été élevé par ces deux derniers.
À Paris, il a été un étudiant d'Henri Poincaré, Paul Painlevé, Charles Hermite, Gaston Darboux, Paul Appell, Jules Tannery et Émile Picard. Reçu à l'École normale supérieure en 1890, il a obtenu les licences de mathématiques en 1892, et de physique en 1893, puis a soutenu sa thèse à la Sorbonne en 1894, sous la direction de Charles Hermite et Émile Picard. 
Pétrovitch a contribué de façon notable à la théorie des équations différentielles, ainsi qu'à la phénoménologie, et a fondé l'étude des mathématiques appliquées en Serbie. Il a aussi inventé l'un des premiers prototypes de calculateur analogique hydraulique.
Il a été professeur honoraire de l'Université de Belgrade, universitaire mais aussi pêcheur, écrivain, publiciste, musicien, homme d'affaires, voyageur, et engagé volontaire dans les Guerres balkaniques pendant la Première Guerre mondiale, ainsi que pendant la Seconde Guerre mondiale.
Comme voyageur, il a fait partie d'une expédition scientifique en visite au Pôle Sud en 1931, et est aussi allé au Pôle Nord. Il est allé aux Antilles et dans la Mer des Sargasses en 1932, à Sainte-Hélène, aux Îles Canaries et au Cap-Vert en 1934, puis aux Îles Kerguelen et en Australie en 1935.  
Il eut de nombreux élèves, dont Jovan Karamata et Dragoslav Mitrinovic (en). Il fut un grand amateur de pêche, comme l'indique son surnom, Alas, qui signifie le pêcheur.

## Citations
- « Les mathématiques sont la poésie suprême ».
- « Les mathématiques devraient être l’alphabet de toute philosophie ».

## Distinctions
- Docteur honoris causa de l'Université de Belgrade.
- Membre de l'Académie serbe des sciences et des arts.
- Membre de l'Académie yougoslave des sciences et des arts.
- Membre de l'Académie tchécoslovaque des sciences.
- Ordre de la Couronne (Roumanie).
- Ordre royal de Saint-Sava.
- Membre de diverses sociétés à Paris.
- Membre de diverses sociétés en France.

## Publications scientifiques
- Sur les zéros et les infinis des intégrales des équations différentielles algébriques, thèse de doctorat, Sorbonne, 1894.
- Sur un procédé d'intégration graphique des équations différentielles, Comptes rendus hebdomadaires des séances de l'Académie des sciences, 1897.
- Contribution à la théorie des solutions singulières des équations différentielles du premier ordre, 1898[3].
- Théorie de la décharge des conducteurs à capacité, résistance et coefficient de selfinduction variables, Paris, Carré et Naud, 1899.
- Sur une propriété des équations différentielles intégrables à l'aide des fonctions méromorphes doublement périodiques, Acta Mathematica, 1899[4].
- Les analogies mathématiques et la philosophie naturelle, Revue générale des sciences pures et appliquées, 1901.
- Sur une manière d'étendre le théorème de la moyenne aux équations différentielles du premier ordre, Mathematische Annalen, 1901[5].
- La mécanique des phénomènes fondée sur les analogies, Paris, Gauthier-Villars, 1906.
- Éléments de phénoménologie mathématique, édition de l'Académie royale serbe des sciences, Belgrade, 1911, 774 pages.
- Une transcendante entière et son rôle d’élément de comparaison, 1914[6].
- Les spectres numériques, préface d'Émile Borel, Paris, Gauthier-Villars, 1919.
- Mécanismes communs aux phénomènes disparates, Paris, Félix Alcan, 1921[7].
- Notice sur les travaux scientifiques de Michel Pétrovitch, Paris, 1922.
- Durées physiques indépendantes des dimensions spatiales, Zurich, Paris, 1924.
- Leçons sur les spectres mathématiques, leçons professées à la Sorbonne, Paris, Gauthier-Villars, 1928.
- Exemples physiques de transformation des équations de Lagrange, Le Havre, 1929.
- Intégrales premières à restrictions, Paris, Gauthier-Villars, 1929.
- Intégration qualitative des équations différentielles, Paris, 1931.
- Cartographie phénoménologique, Belgrade, Académie serbe des sciences et des arts, 1933.

## Autres publications
- À travers la région polaire, Belgrade, 1932.
- Dans l'empire des pirates, Belgrade, 1933.
- L'anguille romaine, Belgrade, 1940.
- Đerdap pêche dans le passé et dans le présent, Belgrade, 1941.
- Métaphores et allégories, édité par Dragan Trifunovic, Belgrade, 1967.

## Œuvres complètes
Édition des oeuvres complètes en 15 volumes:
- Livre 1 : Équations différentielles 1
- Livre 2 : Équations différentielles 2
- Livre 3 : Analyse mathématique
- Livre 4 : Algèbre
- Livre 5 : Spectres mathématiques
- Livre 6 : Phénoménologie mathématique
- Livre 7 : Éléments de phénoménologie mathématique
- Livre 8 : Mathématiques d'intervalle - algorithme différentiel
- Livre 9 : Fonctions elliptiques - intégration par lignes
- Livre 10 : Articles - études
- Livre 11 : Carnets de voyage 1
- Livre 12 : Carnets de voyage 2
- Livre 13 : Métaphores et allégories - articles
- Livre 14 : Pêcherie
- Livre 15 : Lettres, bibliographie et annales